# Crinum serrulatum
Crinum serrulatum är en amaryllisväxtart som beskrevs av John Gilbert Baker. Crinum serrulatum ingår i släktet Crinum, och familjen amaryllisväxter. Inga underarter finns listade i Catalogue of Life.